# Bureau d'architecture Henri Montois
Le bureau d'architecture Henri Montois (ou Montois Partners Architects ou MPA) est un bureau d'architectes fondé  par Henri Montois et qui figure au nombre des principaux protagonistes de l'architecture postmoderne en Belgique dans les années 1980, 1990 et 2000.

## Historique

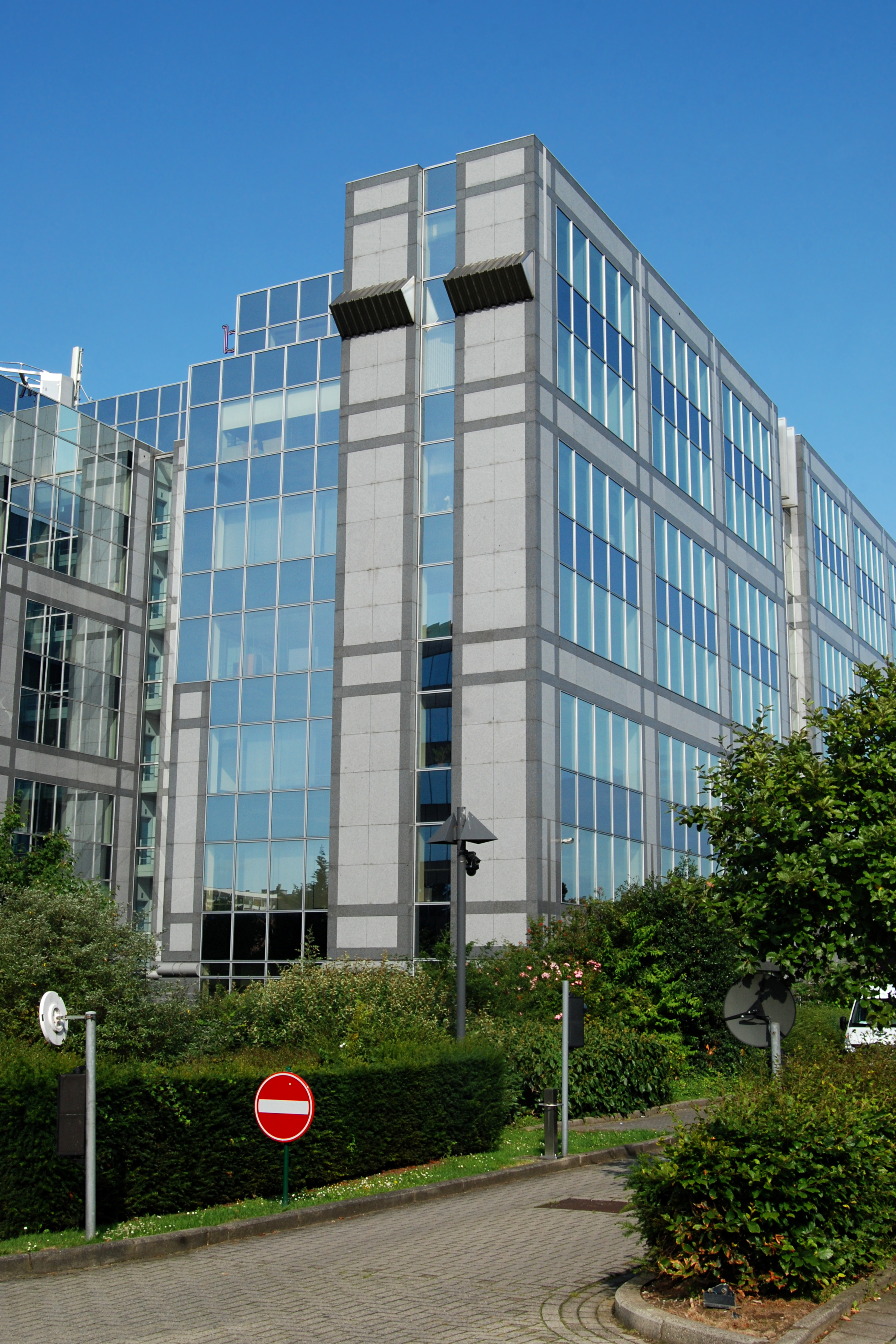
« La Plaine ».

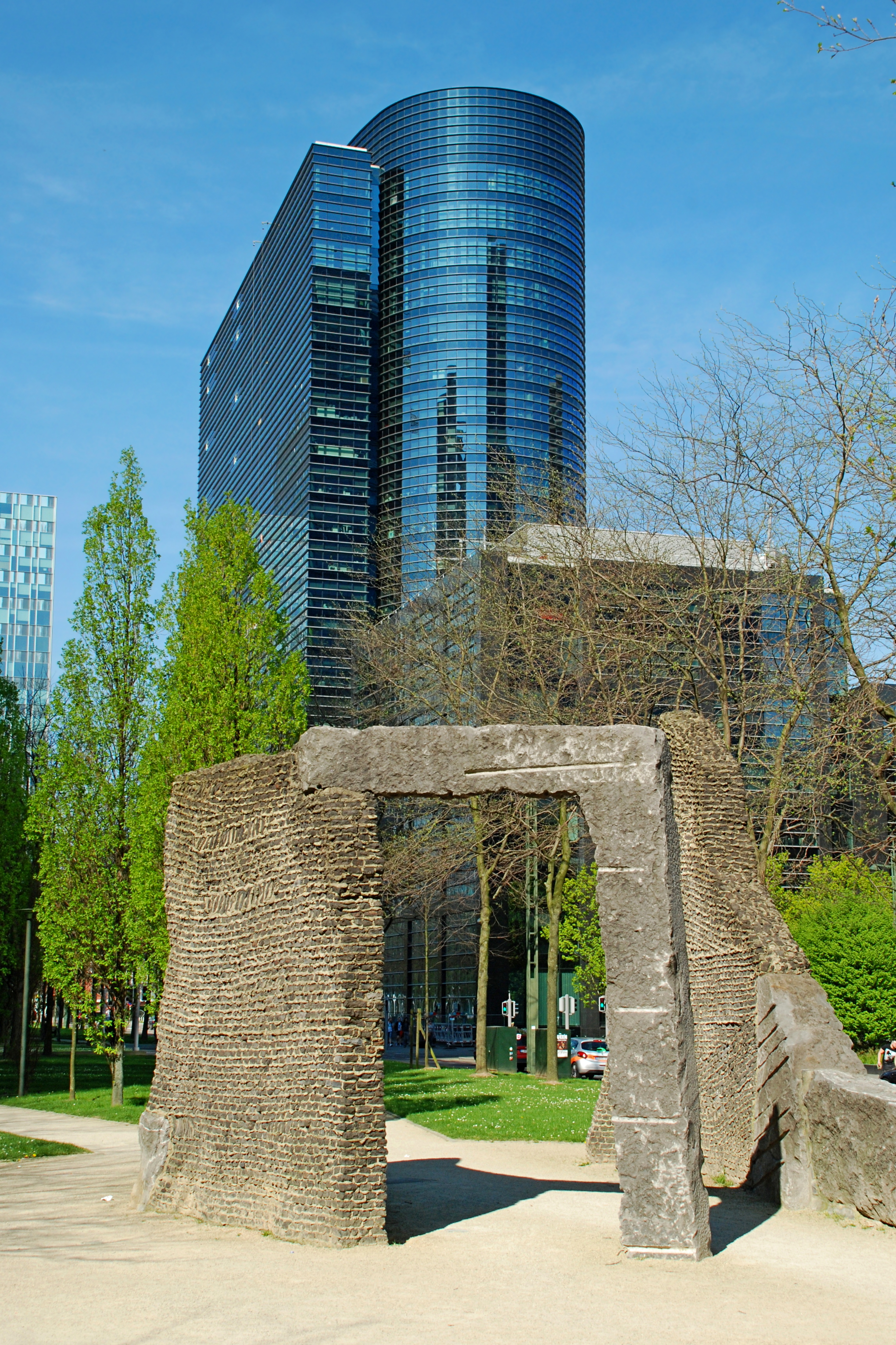
« Ellipse building ».

Le Bureau d'architecture a été fondé par l'architecte Henri Montois, né en 1920 et décédé en 2009.
Henri Montois eut une longue carrière « en nom propre de 1947 à 1979 (avec l'architecte Robert Courtois jusqu'en 1959) et en société à partir de 1980 sous le nom Bureau d'architecture Henri Montois » qui devient Montois Partners Architects en 1995.
Après quelques maisons individuelles aux lignes originales et d'une grande rigueur, il participe à la réalisation du pavillon des transports de l'Expo 58 : le bâtiment recevra le prix R.S. Reynolds de L'American Institute of Architects.
Alors que la carrière de Montois avait été consacrée au style fonctionnaliste, le bureau s'orienta résolument vers le milieu des années 1980 vers le postmodernisme.
Parmi les architectes du bureau, on peut nommer, outre Henri Montois, Jean-Claude Lequy, Jerzy Kowal (de 1969 à 1990), Frans Peter Vink, Ludwik Konior, Michel Denis, Jean Mathieu, Pierre-Michel Quertinmont, Étienne Bruyère, Jacques Versailles, Peter Mandl...

## Réalisations
- 1986 « Orban 8-9 », square Frère-Orban, 8-9 (architectes Montois, Kowal, Vink)
- 1987 « Trône - Paris », rue du Trône 30 (architectes Kowal)
- 1988 Office de Contrôle des Assurances (OCA), rue Cortenbergh 61 (architectes Montois, Kowal, Konior, Denis, Vink)
- 1988 « Joseph II 12-16 », rue Joseph II 12-16 (architectes Montois, Kowal, Konior, Denis, Mathieu)
- 1992 Résidence Dautzenberg, rue Dautzenberg 63-65 (architecte Konior)
- 1992 « Louise 240 », avenue Louise 240 (architecte Konior)
- 1993 Hôtel Montgomery, avenue de Tervueren 134 (architecte Konior)
- 1994 Ambassade de Pologne, avenue de Tervueren 282 (architectes Konior et Fijakowski)[2]
- 1995 « La Plaine », siège de Citibank en Belgique, boulevard de la Plaine 1 (architectes Konior et Quertinmont)[3]
- 1995 Siège de la compagnie CFE, avenue Hermann-Debroux 40-42 (architectes Denis et Bruyère)
- 1995 Bâtiment Justus Lipsius, siège du Conseil de l'Union européenne, rue de la Loi 175 (en consortium avec d'autres bureaux d'architectes)
- 1997 Ambassade du Grand-Duché de Luxembourg, avenue de Cortenbergh 75 (architectes Denis, Mathieu, Konior, Versailles et Van der Stricht)
- 1999 « Eurosquare », rue de la Loi 41 (architecte Bruyère)
- 1999-2000 « Park Lane Business Park », Culliganlaan 2, Diegem (avec le bureau Ryckaerts & Partners)
- 2001 Siège de Pfizer, boulevard de la Plaine 17 (architectes Konior et Quertinmont)
- 2003-2004 « North Galaxy Towers », boulevard du Roi Albert II 33 (architectes Dekelver, Denis, Mandl, Quertinmont; avec Michel Jaspers et Art & Build)[4],[5]
- 2004-2006 « Central Plaza » (architectes Konior et Mathieu; avec Art & Build)[6],[7]

emplacement de l'ancien immeuble de la Loterie Nationale, rue de Loxum 25 et rue Cardinal Mercier
- 2004-2007 « Covent Garden », rue Saint-Lazare / rue Gineste (architecte Bruyère, avec Art & Build)[8]
- 2004-2007 « Ellipse building », boulevard du Roi Albert II 35 (avec Art & Build)[4],[9],[7],[10]
- 2006 « Meeus 37 », square de Meeus 37
- 2011 ULB Solbosch - Bâtiment K - Auditoire[11]
- 2016-2017 Hall culturel polyvalent de Wavre, rue de l'Ermitage (avec A.D.E. Architects)

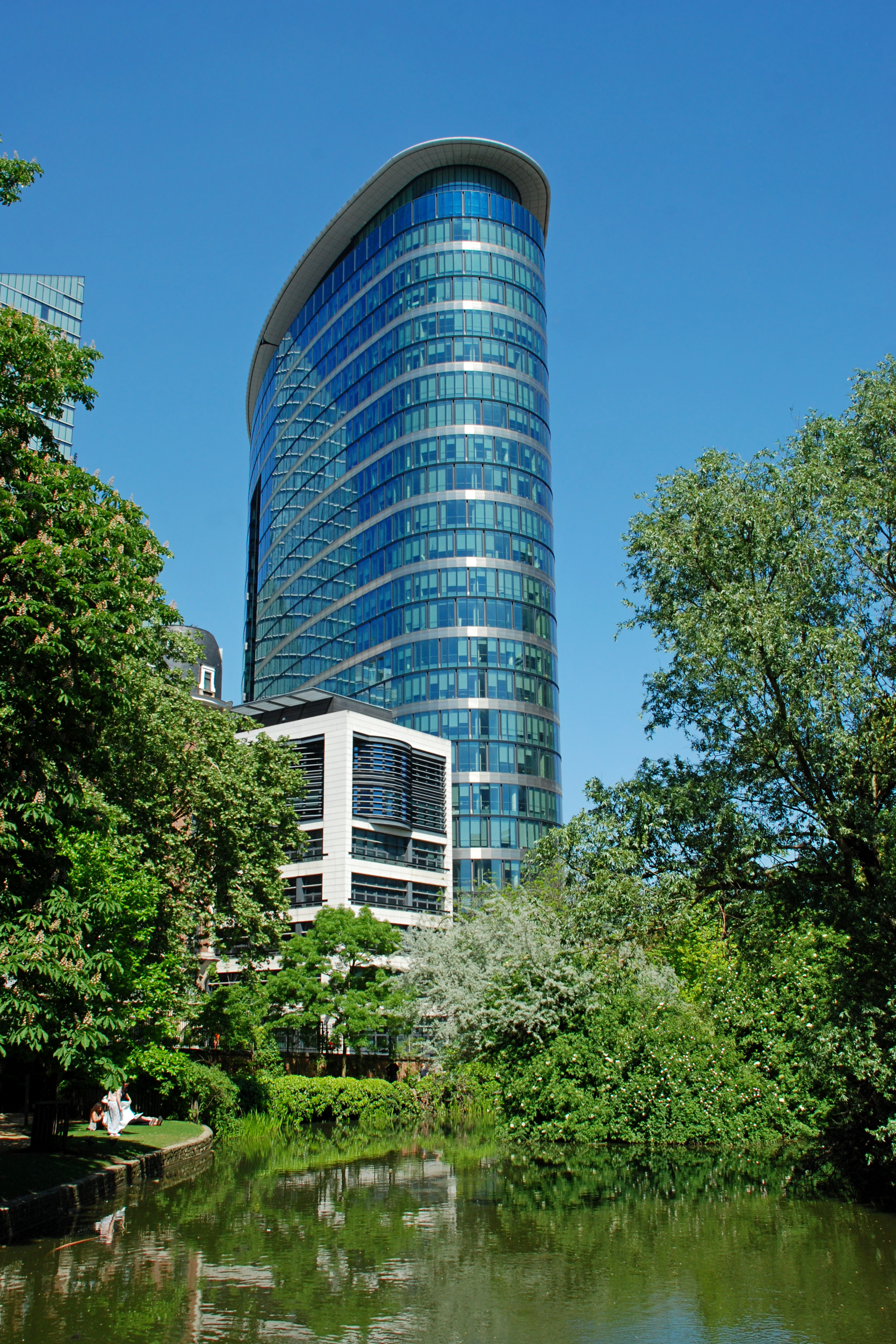
Covent Garden.
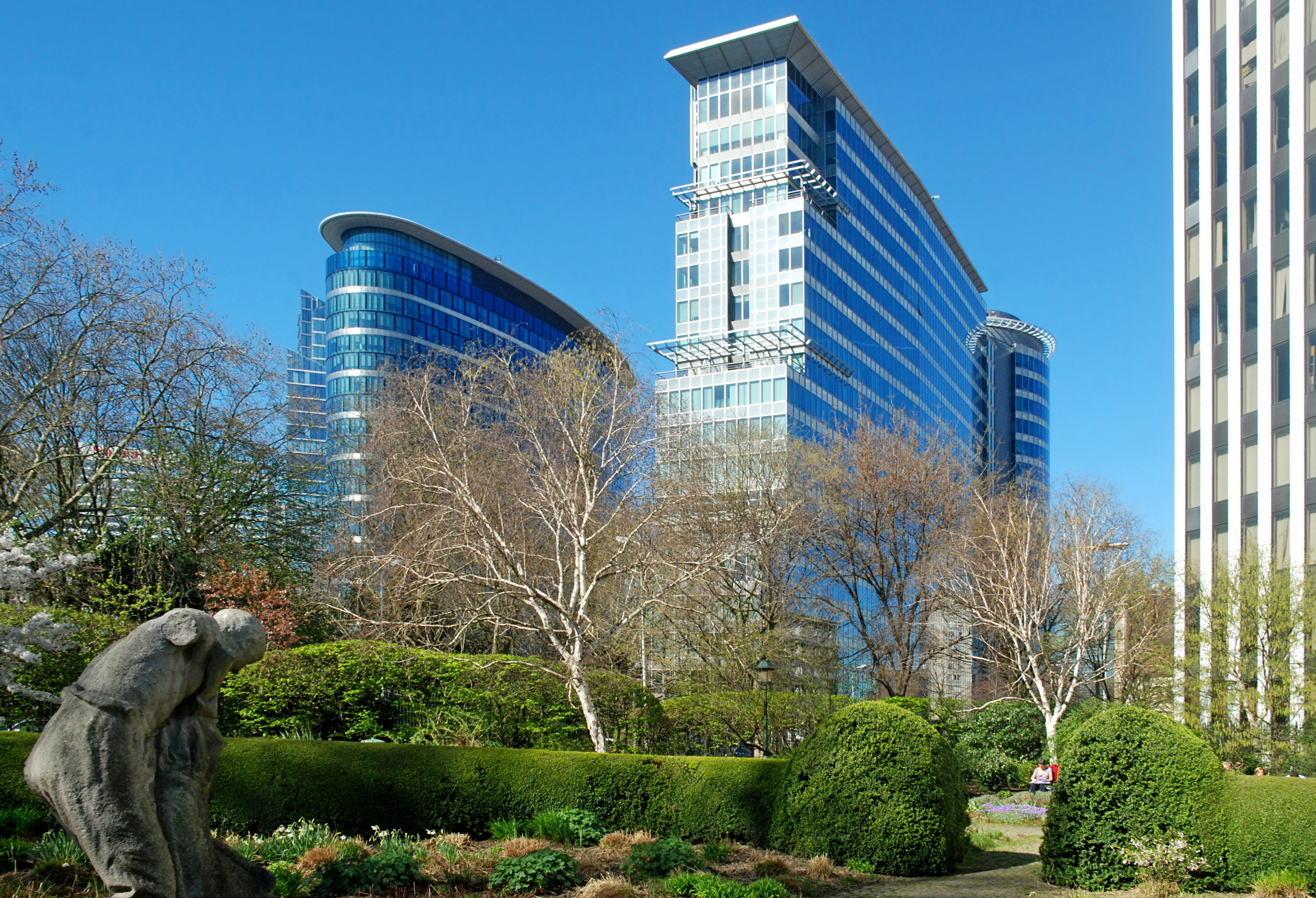
Covent Garden et Botanic.
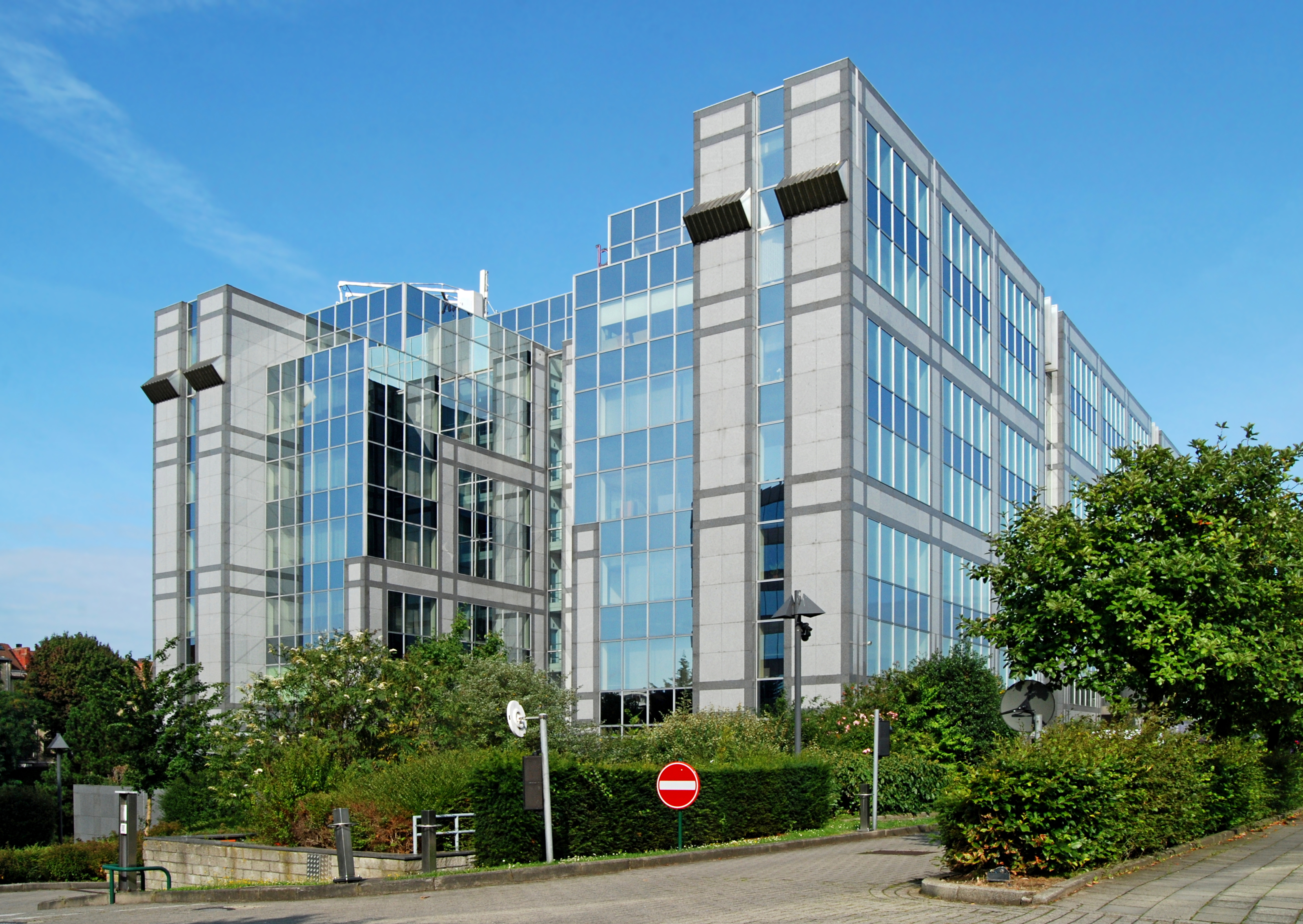
« La Plaine », ancien siège de Citibank en Belgique.

## Rénovations

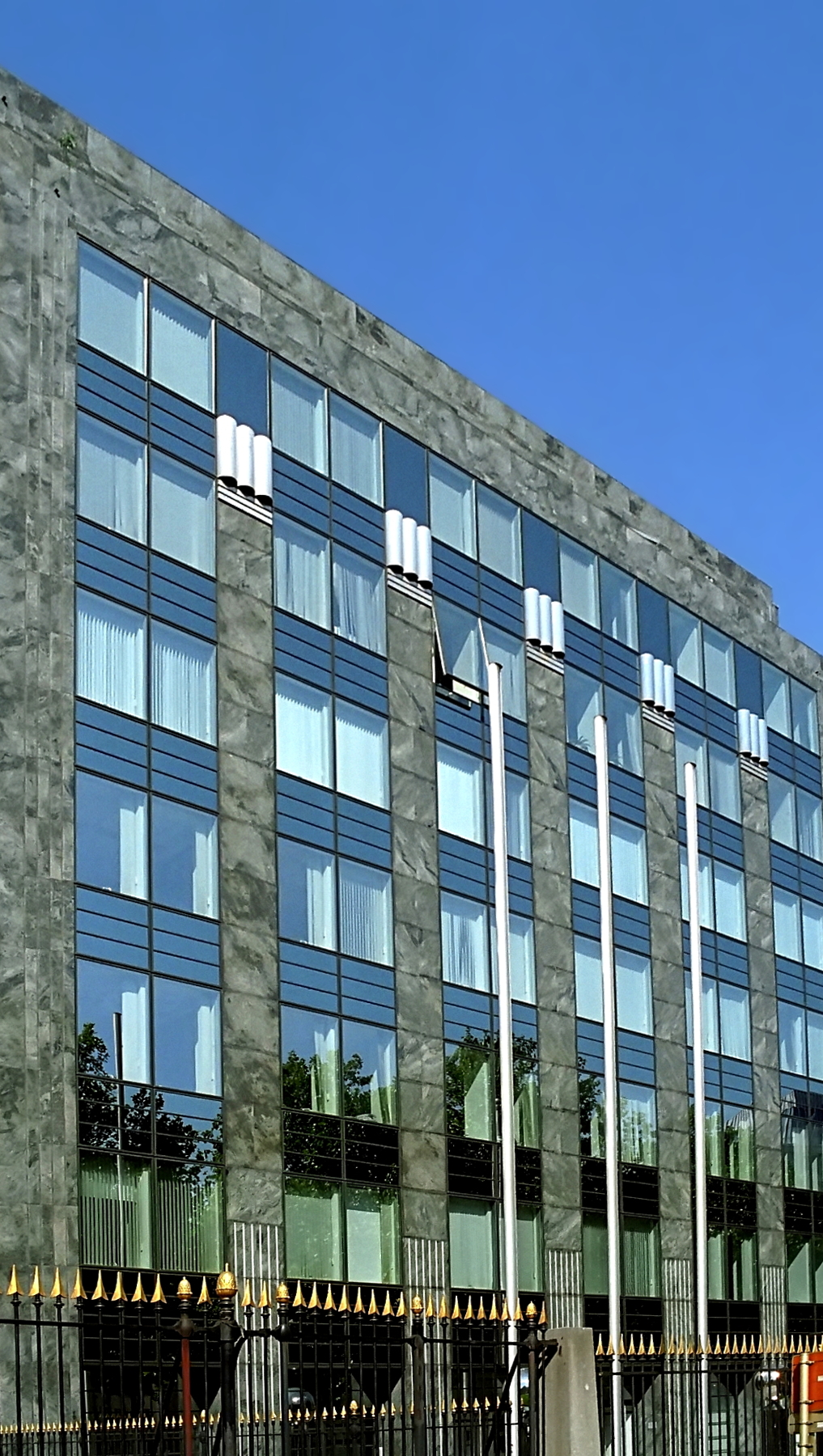
« Régent 44 » : pilastres et chapiteaux postmodernes.

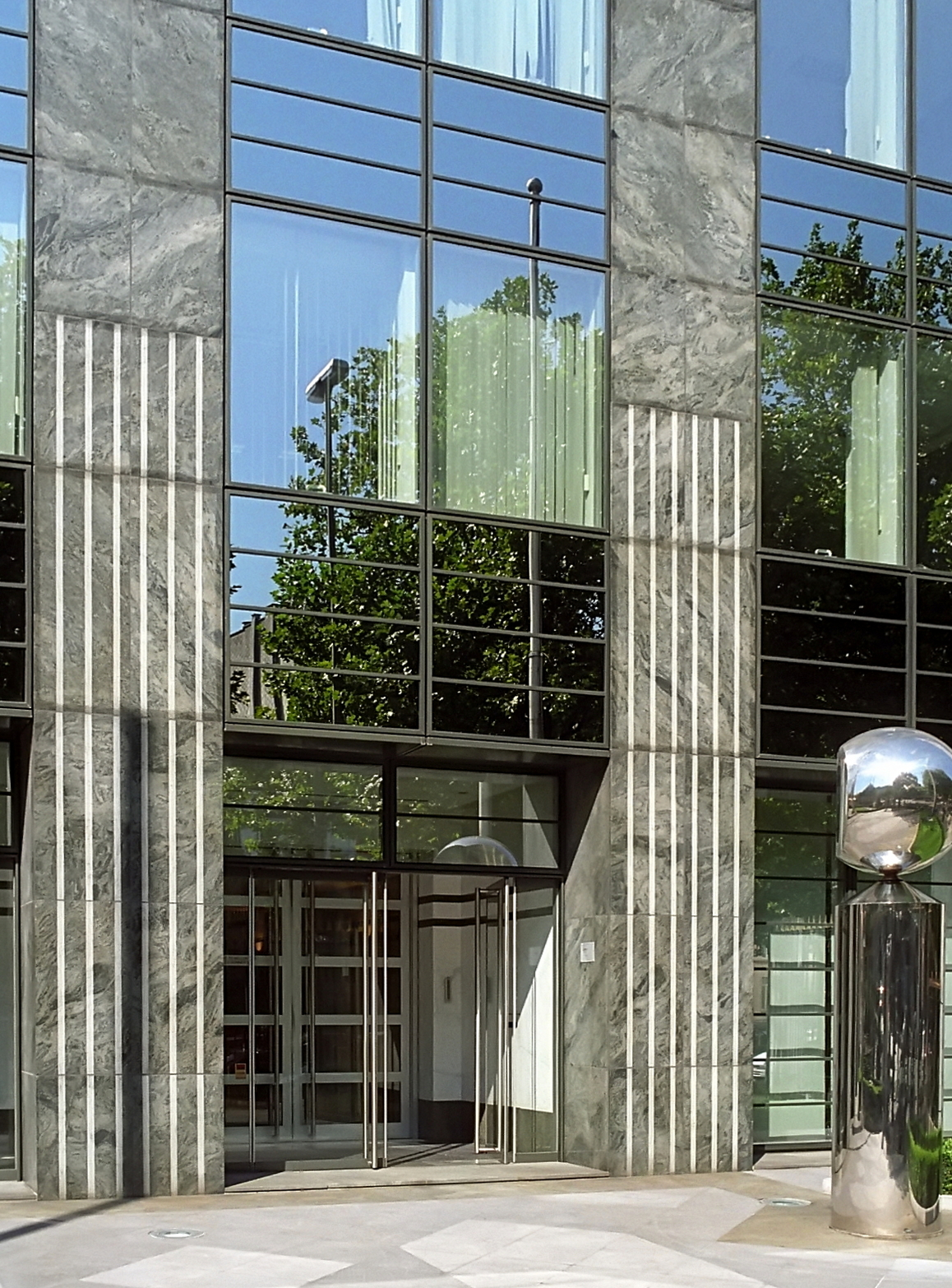
Entrée du « Régent 44 » : rudentures postmodernes.

Le bureau Montois a rénové plusieurs immeubles de style éclectique ou fonctionnaliste en leur donnant un style postmoderne.
Sa plus belle réalisation en la matière est assurément l'immeuble « Régent 44 ». L'immeuble initial (architecte P. Eenens, 1966) présentait une façade de béton et de verre d'un style fonctionnaliste d'une grande banalité. Il a été paré d'une superbe façade combinant verre bleu et granit poli, rythmée par cinq pilastres d'ordre colossal décorés, à la base, de rudentures (cannelures) et, au sommet, d'ornements en métal, avatars postmodernes des chapiteaux de l'antiquité, réintroduisant ainsi :
- la référence aux styles du passé qui avait été abolie par le fonctionnalisme (pilastres, rudentures et chapiteaux hérités de l'architecture gréco-romaine) ;
- les ornements ;
- la pierre naturelle généralement bannie par l'architecture fonctionnaliste (si on excepte le siège de Glaverbel et l'hôtel Hilton, incidemment construit par Henri Montois) ;
- la beauté, résultant de la combinaison du verre bleu, du granit poli et des ornements..

### Rénovations d'immeubles de style éclectique
- 1988-1995 Banque Indosuez Belgique, place Sainte-Gudule 14 (architectes J. Kowal, J. Mathieu)
- 1992-1995 Espace Benelux, rue des Colonies 40

### Rénovations d'immeubles de style fonctionnaliste
- 1993-1997 « Blue Tower »
- 1994 Swiss Life, rue de la Loi 82 (architecte J. Mathieu)
- 1996-1997 « Régent 44 », boulevard du Régent 44 (architectes Mandl et Quertinmont)
- 1998 « Montbourg », rue Montoyer 59 (architecte J. Mathieu)
- 1998 « Charlemagne » (Commission européenne), rue de la Loi 170[4] (sous la conduite de l'architecte Helmut Jahn de Chicago)